# Páliouras
Páliouras, en grec moderne : Πάλιουρας, est un village du dème de Dírfys-Messápia, sur l'île d'Eubée, en Grèce. Il est situé à une altitude de 170 mètres, à une distance de 26 kilomètres au nord-est de Chalcis et à 11 km à l'ouest de Stení Dírfyos.
Selon le recensement de 2011, la population de Páliouras compte 418 habitants.